# Sin with Sebastian

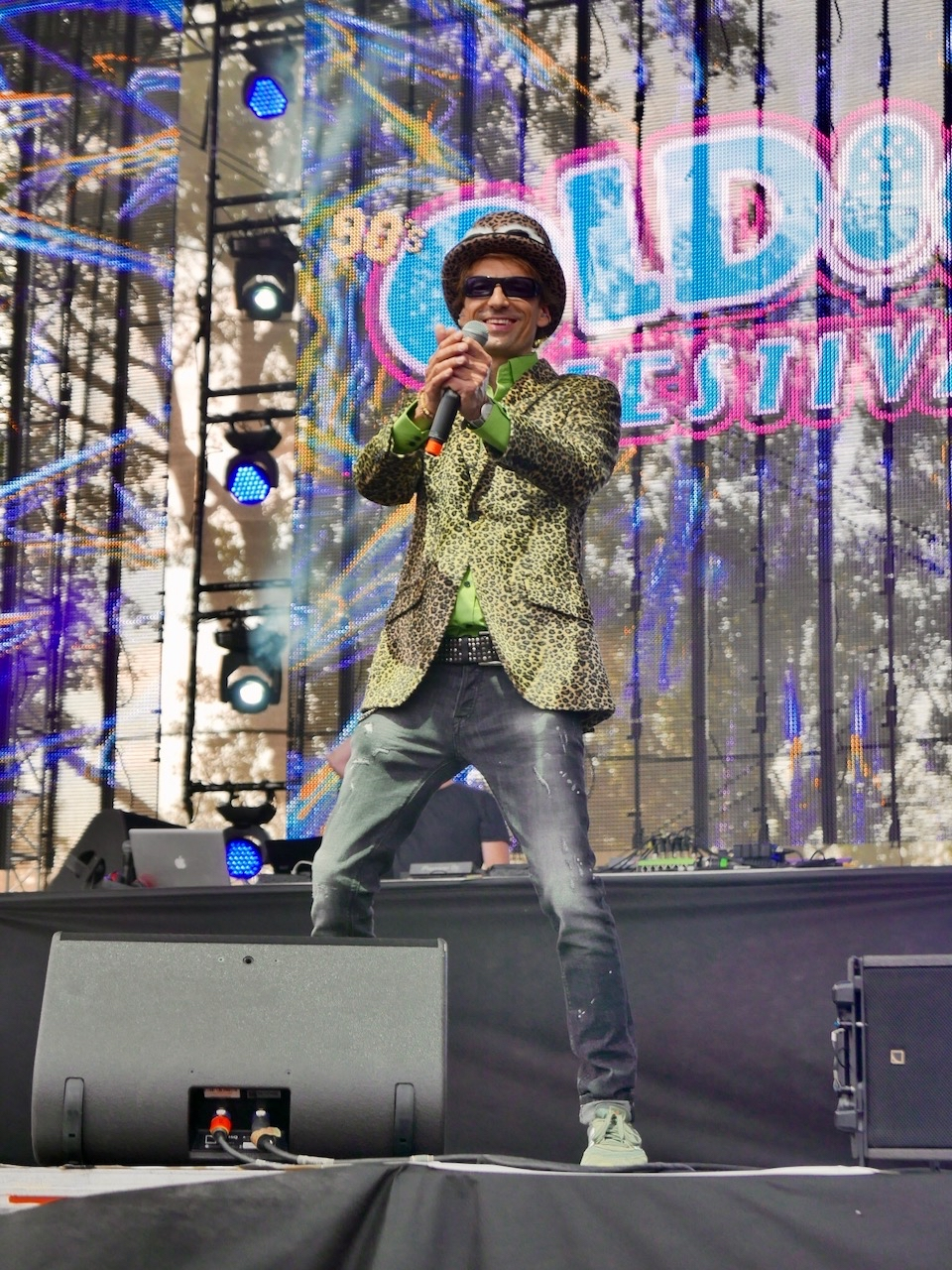
Sin with Sebastian

Sin with Sebastian (* 20. September 1971 in Neustadt an der Weinstraße als Sebastian Roth) ist ein deutscher Musiker, Sänger und Songwriter. Bekannt wurde Sin with Sebastian vor allem mit dem Song Shut Up (And Sleep with Me) aus dem Jahr 1995.

## Bandgeschichte
Sebastian Roth, der nach dem Abitur Mediendesign studierte und danach in London lebte, hatte 1992 von einem Freund in einem professionellen Tonstudio einen Tag Studiozeit geschenkt bekommen. Er nutzte diese Zeit dazu, um einen Mix von Shut Up (And Sleep with Me) zu machen.
Zunächst erhielt Roth, der bei verschiedenen Labels mit dem Demoband vorsprach, eine Absage nach der anderen. Nach drei Jahren bekam er schließlich doch noch einen Produktionsvertrag vom Hamburger Studio Boogie Park Productions angeboten. Der Song wurde noch einmal etwas überarbeitet und avancierte daraufhin europaweit zum Hit. Shut Up (And Sleep with Me) erreichte in Deutschland Platz 4 der Charts. In Österreich, Polen, Spanien, Finnland, Litauen und Mexiko war der Song ein Nummer-eins-Hit. Im dazugehörigen Video sorgte Sin with Sebastian mit Anzüglichkeiten und seinem androgynen Auftreten für Aufsehen. Bei der Otto-Wahl 1995 wählten ihn die Leser der Bravo auf Platz 5 der beliebtesten Sänger des Jahres. Das Projekt erreichte in Deutschland und Österreich Goldstatus und wurde für den Musikpreis Echo in der Kategorie Bester Dance-Act national sowie 1995 für einen MTV Europe Music Award nominiert. Beteiligt war die Opernsängerin Donna Lynn Bowers.
Die Nachfolgesingle Golden Boy erreichte zwar in Finnland Platz 3 der Charts, das gleichnamige Album blieb aber hinter den Erwartungen zurück. Er produzierte 1997 ein Duett mit Marianne Rosenberg mit dem Titel He Belongs to Me (eine Mashup-99-Version ihres deutschen Hits Er gehört zu mir), das in Mexiko als dritte Singleauskopplung erschien.
Seit 2004 arbeitet Roth mit dem Hamburger Gitarristen Tom Steinbrecher zusammen; beide veröffentlichten 2007 die Single Fuck You (I am in Love). Im Juni 2008 erschien nach zehn Jahren Pause eine EP namens Punk Pop!. 2010 veröffentlichte er ein neues Musikvideo zur Single That’s All? (I’m Not Satisfied) sowie eine EP (Punk POP! 2) und zog nach Berlin.
Rosa von Praunheim und Oliver Sechting drehten über den Künstler ein gleichnamiges Kurzfilmportrait für RBB/arte, das im Rahmen des Dokumentarfilmprojekt Rosas Welt 2012 auf den 46. Internationalen Hofer Filmtagen seine Premiere hatte.
Die Band hatte einen Auftritt bei Die Hit-Giganten zum Thema One-Hit-Wonder.

## Diskografie

### Alben
- 1995: Golden Boy
- 1997: The Unreleased Album (Demo Recordings 1997)
- 2008: Punk Pop! EP
- 2010: Punk POP! 2 EP

### Singles
| Jahr | Titel Album                            | Höchstplatzierung, Gesamtwochen, AuszeichnungChartplatzierungen (Jahr, Titel, Album, Platzierungen, Wochen, Auszeichnungen, Anmerkungen) | Höchstplatzierung, Gesamtwochen, AuszeichnungChartplatzierungen (Jahr, Titel, Album, Platzierungen, Wochen, Auszeichnungen, Anmerkungen) | Höchstplatzierung, Gesamtwochen, AuszeichnungChartplatzierungen (Jahr, Titel, Album, Platzierungen, Wochen, Auszeichnungen, Anmerkungen) | Höchstplatzierung, Gesamtwochen, AuszeichnungChartplatzierungen (Jahr, Titel, Album, Platzierungen, Wochen, Auszeichnungen, Anmerkungen) | Höchstplatzierung, Gesamtwochen, AuszeichnungChartplatzierungen (Jahr, Titel, Album, Platzierungen, Wochen, Auszeichnungen, Anmerkungen) | Anmerkungen                                                                                          |
| Jahr | Titel Album                            | DE | AT | CH | UK | Dance | Anmerkungen                                                                                          |
| ---- | -------------------------------------- | --- | --- | --- | --- | --- | --- |
| 1995 | Shut Up (And Sleep with Me) Golden Boy | DE4 Gold · (23 Wo.)DE | AT1 Gold · (20 Wo.)AT | CH6 (14 Wo.)CH | UK44 (4 Wo.)UK | Dance26 (8 Wo.)Dance | Erstveröffentlichung: April 1995 weibliche Stimme: Donna Lynn Bowers aka Steve Autor: Sebastian Roth |

Weitere Singles
- 1996: Golden Boy
- 1997: He Belongs to Me (mit Marianne Rosenberg)
- 2007: Fuck You (I Am in Love)
- 2010: That’s All? (I’m Not Satisfied)
- 2011: Wake Up (mit Dolly Buster)
- 2021: Don´t Go Away